# Torre de Mendoza
La torre de Mendoza es un torreón fortificado situado en el poblado de Mendoza, cerca de Vitoria (Álava, País Vasco, España). Fue construida en el siglo XIII como residencia de la Casa de Mendoza y acogió el Museo de Heráldica de Álava, pero fue necesario cerrarlo a las visitas por no responder el edificio a la normativa de accesibilidad. El museo contaba con una colección de escudos e indumentaria medieval y abundante información sobre heráldica alavesa.

## Historia
Iñigo López de Mendoza, IV Señor de Llodio, fue quien construyó la Torre de Mendoza a principios del siglo XIII. Asistió a la batalla de las Navas de Tolosa en el año 1212 y por haber contribuido a la rotura del cerco de las cadenas que custodiaban la tienda del Almohade Muhammad An-Nasir Miramamolin (1199-1213), añadió a su escudo de armas una orla con las cadenas.
Los Duques del Infantado, mantuvieron posesión de la Torre de Mendoza hasta 1856 en que fue vendida al vitoriano Bruno Martínez de Aragón y Fernández de Gamboa.
El 15 de diciembre de 2012, tras cincuenta años de cesión a la Diputación Foral de Álava, fue devuelta a sus propietarios.